# Speed Park
Speed Park (Kartódromo Internacional de Birigui) é um kartódromo internacional localizado no município de Birigui. Com aproximadamente 1,3 quilômetros de pista, mais de 40 traçados diferentes, e área superior a 90 mil m2 quadrados. Em 2021 seria a sede do Campeonato Mundial de Kart, todavia o evento foi cancelado devido a Pandemia de COVID-19. 
A ideia do kartódromo foi concebida pelo empresário Ricardo Garcia em 2012 e teve sua construção iniciada em 2016.Em 21 de janeiro de 2019, foi assinado em Genebra, sua aprovação para tornar-se circuito internacional.